# Leichtathletik-Europameisterschaften 2014/Diskuswurf der Frauen

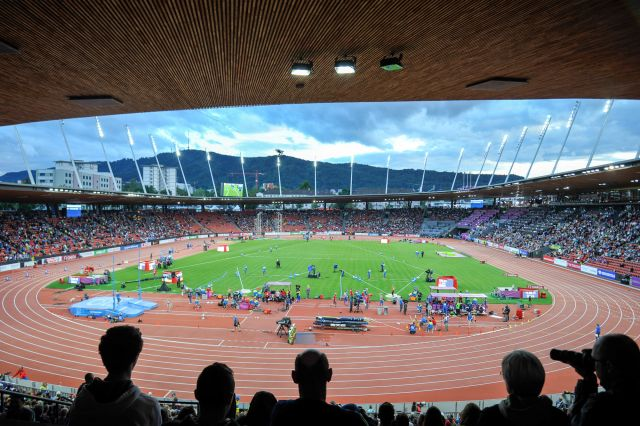
Das Letzigrund-Stadion während der Europameisterschaften 2014

Der Diskuswurf der Frauen bei den Leichtathletik-Europameisterschaften 2014 wurde am 15. und 16. August 2014 im Letzigrund-Stadion von Zürich ausgetragen.
Europameisterin wurde die amtierende Weltmeisterin und Olympiasiegerin von 2012 Sandra Perković aus Kroatien, die hier ihren dritten EM-Titel in Folge errang. Sie gewann vor der französischen Vizeweltmeisterin von 2013 Mélina Robert-Michon. Bronze ging an die Deutsche Shanice Craft.

## Rekorde

### Bestehende Rekorde
| Weltrekord   | 76,80 m | Gabriele Reinsch | Neubrandenburg, DDR (heute Deutschland) | 9. Juli 1988    |
| Europarekord | 76,80 m | Gabriele Reinsch | Neubrandenburg, DDR (heute Deutschland) | 9. Juli 1988    |
| EM-Rekord    | 71,36 m | Diana Sachse     | EM Stuttgart, BR Deutschland            | 28. August 1986 |

Der bestehende EM-Rekord wurde bei diesen Europameisterschaften nicht erreicht. Die größte Weite erzielte die kroatische Europameisterin Sandra Perković im Finale mit 71,08 m, womit sie eine neue Weltjahresbestleistung aufstellte und nur 28 m unter dem Rekord blieb. Zum Welt- und Europarekord fehlten ihr 5,72 m.

### Rekordverbesserung
Es wurde ein neuer Landesrekord aufgestellt:

71,08 m – Sandra Perković (Kroatien), Finale am 16. August (fünfter Versuch)

## Legende
Kurze Übersicht zur Bedeutung der Symbolik – so üblicherweise auch in sonstigen Veröffentlichungen verwendet:
| WL  | Weltjahresbestleistung |
| NR  | Nationaler Rekord      |
| NM  | keine Weite (no mark)  |
| ogV | ohne gültigen Versuch  |
| –   | verzichtet             |
| x   | ungültig               |

## Qualifikation
22 Wettbewerberinnen traten in zwei Gruppen zur Qualifikationsrunde an. Acht von ihnen (hellblau unterlegt) übertrafen die Qualifikationsweite für den direkten Finaleinzug von 57,50 m. Damit war die Mindestzahl von zwölf Finalteilnehmerinnen nicht erreicht. Das Finalfeld wurde mit den vier nächstplatzierten Sportlerinnen (hellgrün unterlegt) auf zwölf Werferinnen aufgefüllt. So reichten schließlich 53,82 m für die Finalteilnahme.

### Gruppe A

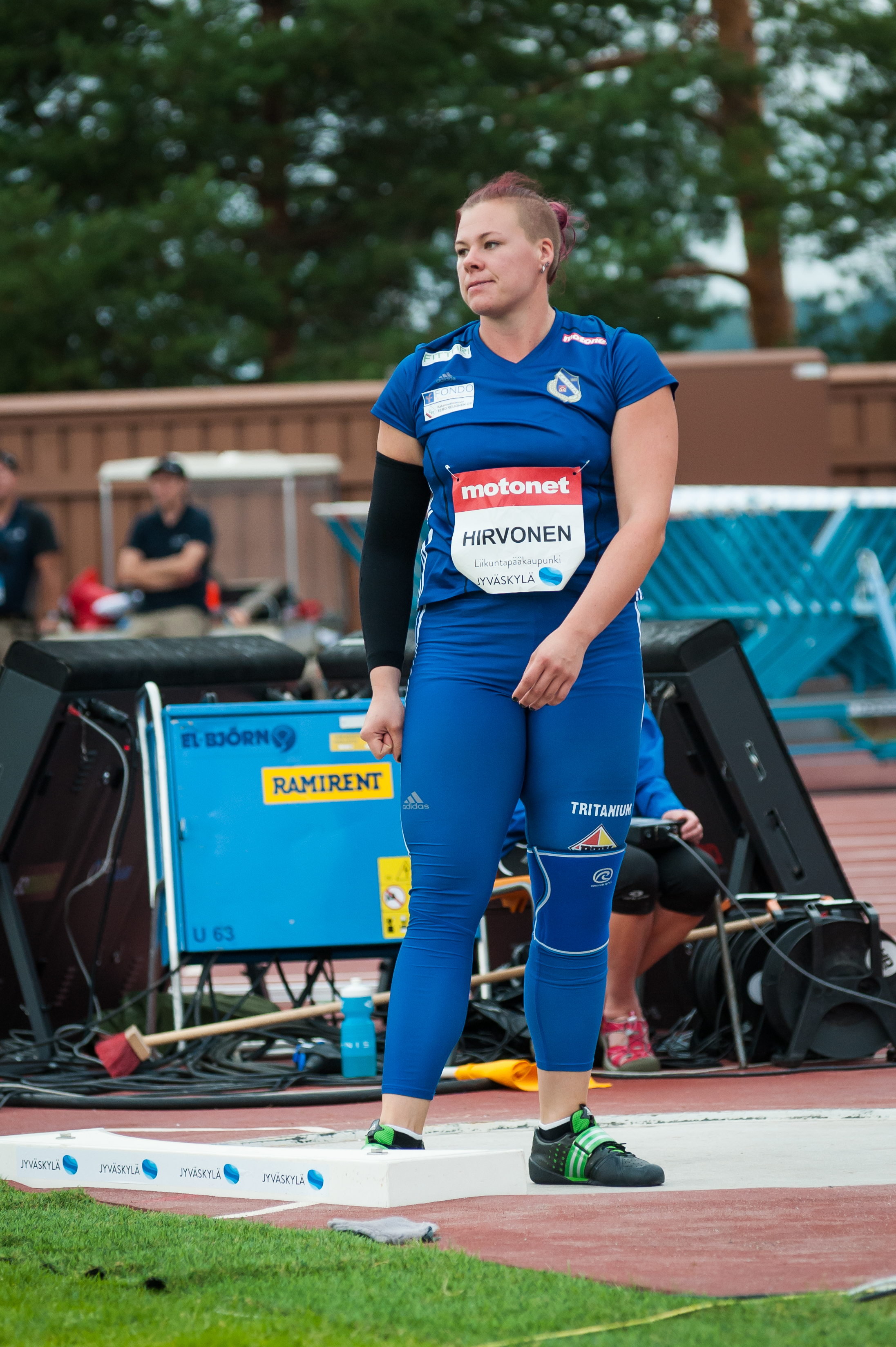
Katri Hirvonen schied mit 50,93 m in der Qualifikation aus

15. August 2014, 10:10 Uhr
| Platz | Name                      | Nation       | Resultat (m) | 1. Versuch (m) | 2. Versuch (m) | 3. Versuch (m) |
| 1     | Mélina Robert-Michon      | Frankreich   | 63,62        | 63,62          | –              | –              |
| 2     | Shanice Craft             | Deutschland  | 61,88        | 61,88          | –              | –              |
| 3     | Julia Fischer             | Deutschland  | 57,78        | 54,92          | 57,78          | –              |
| 4     | Julija Malzewa            | Russland     | 57,73        | x              | 57,73          | –              |
| 5     | Jitka Kubelová            | Tschechien   | 53,82        | 52,52          | 49,56          | 53,82          |
| 6     | Irina Rodrigues           | Portugal     | 52,53        | 51,69          | 52,53          | 51,53          |
| 7     | Julia Viberg              | Schweden     | 52,40        | x              | 52,40          | 50,81          |
| 8     | Dragana Tomašević         | Serbien      | 52,21        | 52,21          | x              | x              |
| 9     | Chrysoula Anagnostopoulou | Griechenland | 51,08        | x              | x              | 51,08          |
| 10    | Katri Hirvonen            | Finnland     | 50,93        | x              | 50,93          | x              |
| NM    | Sabina Asenjo             | Spanien      | ogV          | x              | x              | x              |

### Gruppe B

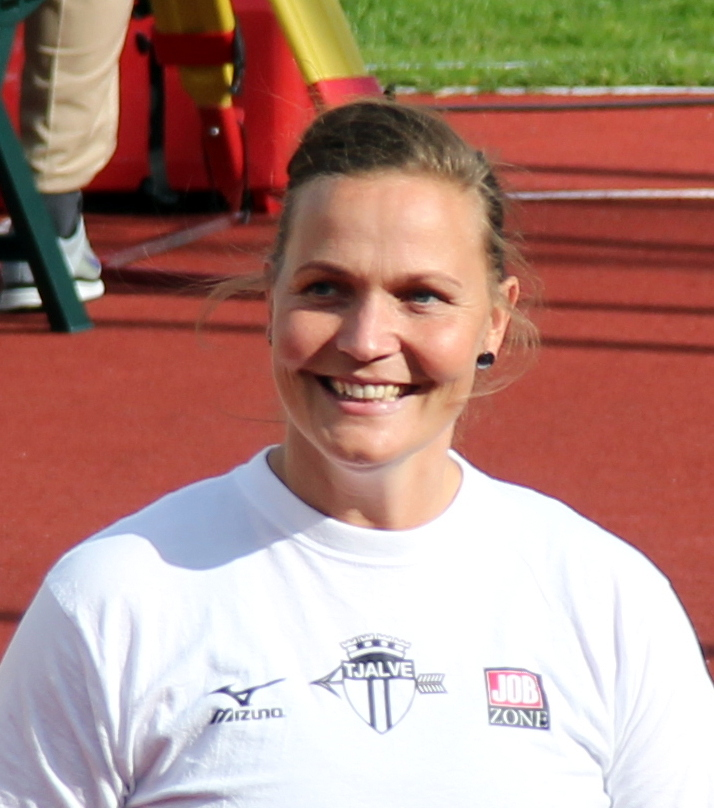
Mit ihren 50,83 m erreichte Grete Etholm nicht das Finale
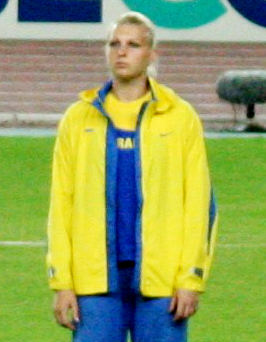
Natalija Semenowas 46,57 m waren deutlich zu wenig, um im Finale dabei zu sein

15. August 2014, 11:30 Uhr
| Platz | Name                | Nation      | Resultat (m) | 1. Versuch (m) | 2. Versuch (m) | 3. Versuch (m) |
| 1     | Sandra Perković     | Kroatien    | 63,93        | 63,93          | –              | –              |
| 2     | Anna Rüh            | Deutschland | 59,84        | 59,84          | –              | –              |
| 3     | Zinaida Sendriūtė   | Litauen     | 58,69        | 56,76          | 58,69          | –              |
| 4     | Jekaterina Strokowa | Russland    | 58,35        | 53,86          | 58,35          | –              |
| 5     | Eliška Staňková     | Tschechien  | 55,79        | 51,41          | 51,61          | 55,79          |
| 6     | Sanna Kämäräinen    | Finnland    | 54,64        | 54,01          | 53,93          | 54,64          |
| 7     | Sofia Larsson       | Schweden    | 54,22        | 54,22          | x              | x              |
| 8     | Valentina Aniballi  | Italien     | 53,60        | 53,60          | x              | 51,16          |
| 9     | Androniki Lada      | Zypern      | 52,18        | 49,13          | x              | 52,18          |
| 10    | Grete Etholm        | Norwegen    | 50,83        | 49,31          | 50,83          | 50,55          |
| 11    | Natalija Semenowa   | Ukraine     | 46,57        | x              | x              | 46,57          |

## Finale
16. August 2014, 16:45 Uhr
| Platz | Name                 | Nation      | Resultat (m) | 1. Versuch (m) | 2. Versuch (m) | 3. Versuch (m) | 4. Versuch (m)                              | 5. Versuch (m)                              | 6. Versuch (m)                              |
| 1     | Sandra Perković      | Kroatien    | 71,08 WL/NR  | 64,58          | 67,37          | 68,78          | x                                           | 71,08                                       | x                                           |
| 2     | Mélina Robert-Michon | Frankreich  | 65,33        | 55,08          | 62,96          | 59,05          | 65,33                                       | x                                           | 62,18                                       |
| 3     | Shanice Craft        | Deutschland | 64,33        | 62.36          | 64,33          | 61,33          | 64,01                                       | 62,66                                       | 60,71                                       |
| 4     | Anna Rüh             | Deutschland | 62,46        | 62,46          | 60,34          | 59,46          | 60,61                                       | 58,84                                       | 60,96                                       |
| 5     | Julia Fischer        | Deutschland | 61,20        | 58,97          | 61,20          | 55,51          | 59,26                                       | x                                           | x                                           |
| 6     | Zinaida Sendriūtė    | Litauen     | 60,65        | 57,93          | 59,16          | 57,07          | 60,65                                       | 58,91                                       | 58,26                                       |
| 7     | Sanna Kämäräinen     | Finnland    | 60,52        | 60,52          | 55,53          | x              | 58,16                                       | x                                           | 56,47                                       |
| 8     | Julija Malzewa       | Russland    | 60,40        | 60,40          | x              | 57,53          | x                                           | 59,09                                       | x                                           |
| 9     | Jekaterina Strokowa  | Russland    | 59,13        | 59,02          | 58,91          | 59,13          | nicht im Finale der besten acht Werferinnen | nicht im Finale der besten acht Werferinnen | nicht im Finale der besten acht Werferinnen |
| 10    | Eliška Staňková      | Tschechien  | 55,88        | 55,88          | 52,29          | x              | nicht im Finale der besten acht Werferinnen | nicht im Finale der besten acht Werferinnen | nicht im Finale der besten acht Werferinnen |
| 11    | Sofia Larsson        | Schweden    | 51,81        | 51,81          | x              | x              | nicht im Finale der besten acht Werferinnen | nicht im Finale der besten acht Werferinnen | nicht im Finale der besten acht Werferinnen |
| 12    | Jitka Kubelová       | Tschechien  | 50,54        | 47,58          | 50,54          | 50,09          | nicht im Finale der besten acht Werferinnen | nicht im Finale der besten acht Werferinnen | nicht im Finale der besten acht Werferinnen |

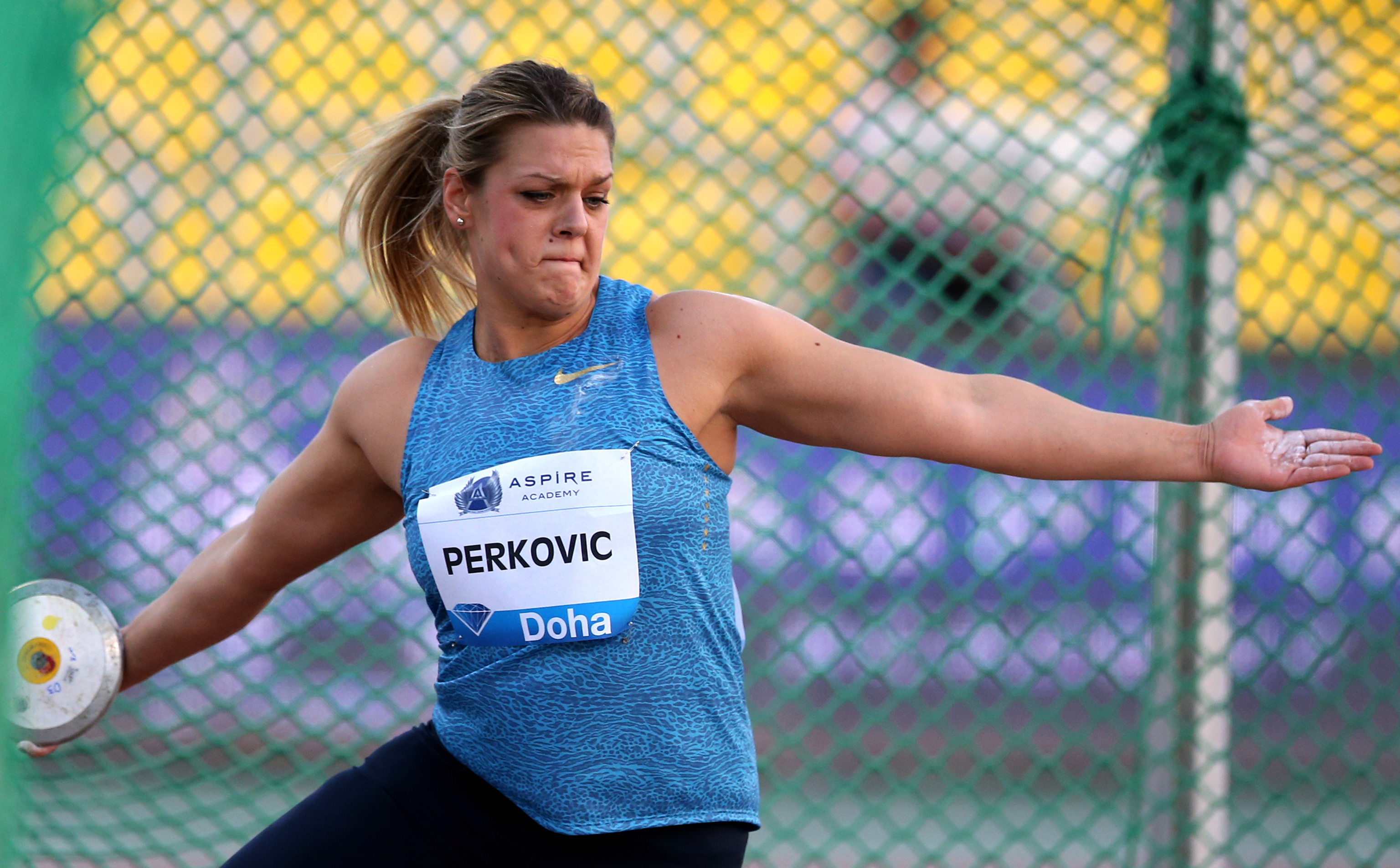
Sandra Perković, amtierende Weltmeisterin und Olympiasiegerin von 2012, setzte ihre Erfolgsserie fort und wurde zum dritten Mal in Folge Europameisterin
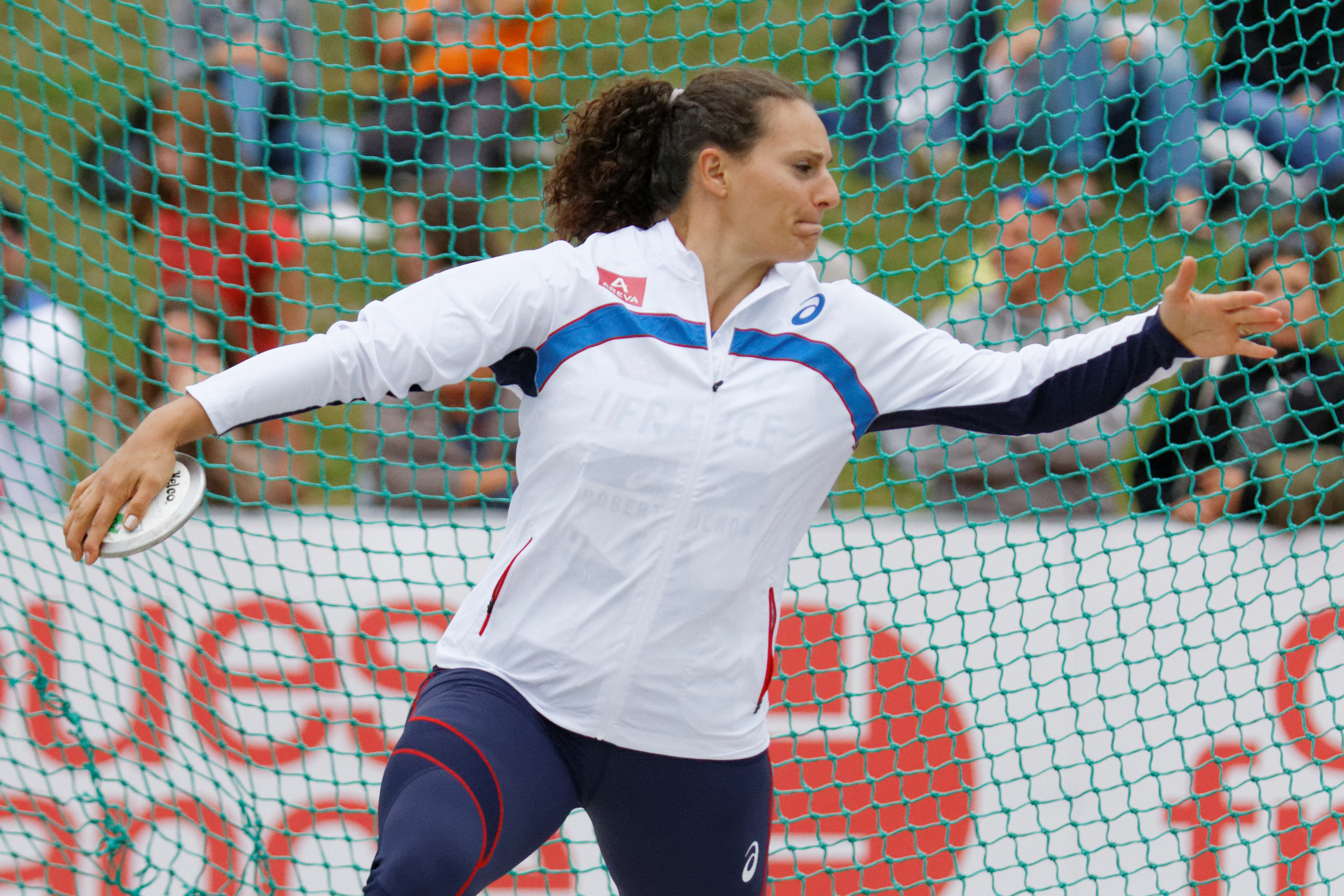
Die Vizeweltmeisterin von 2013 Mélina Robert-Michon errang auch hier Silber
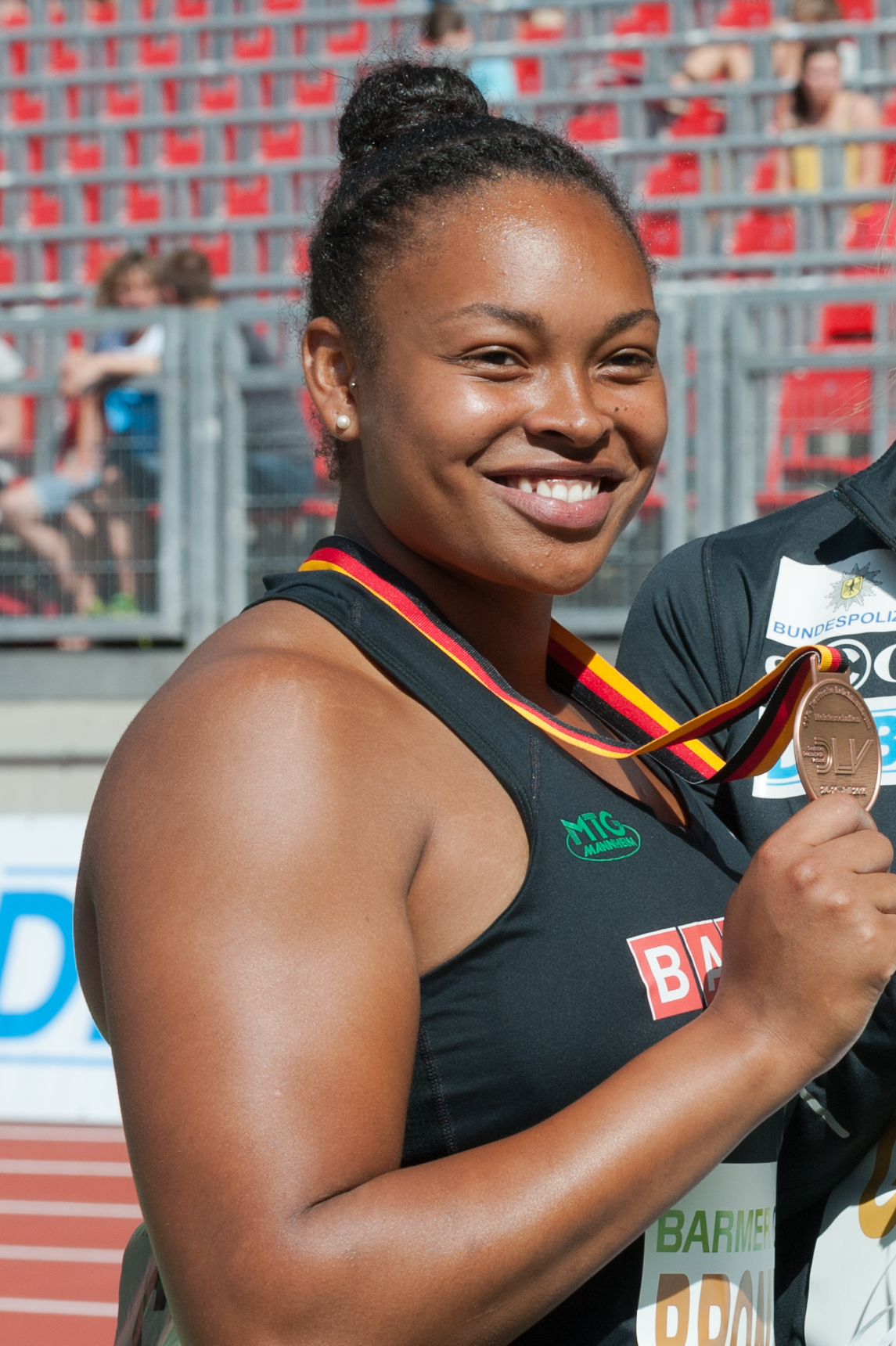
Bronzemedaillengewinnerin Shanice Craft

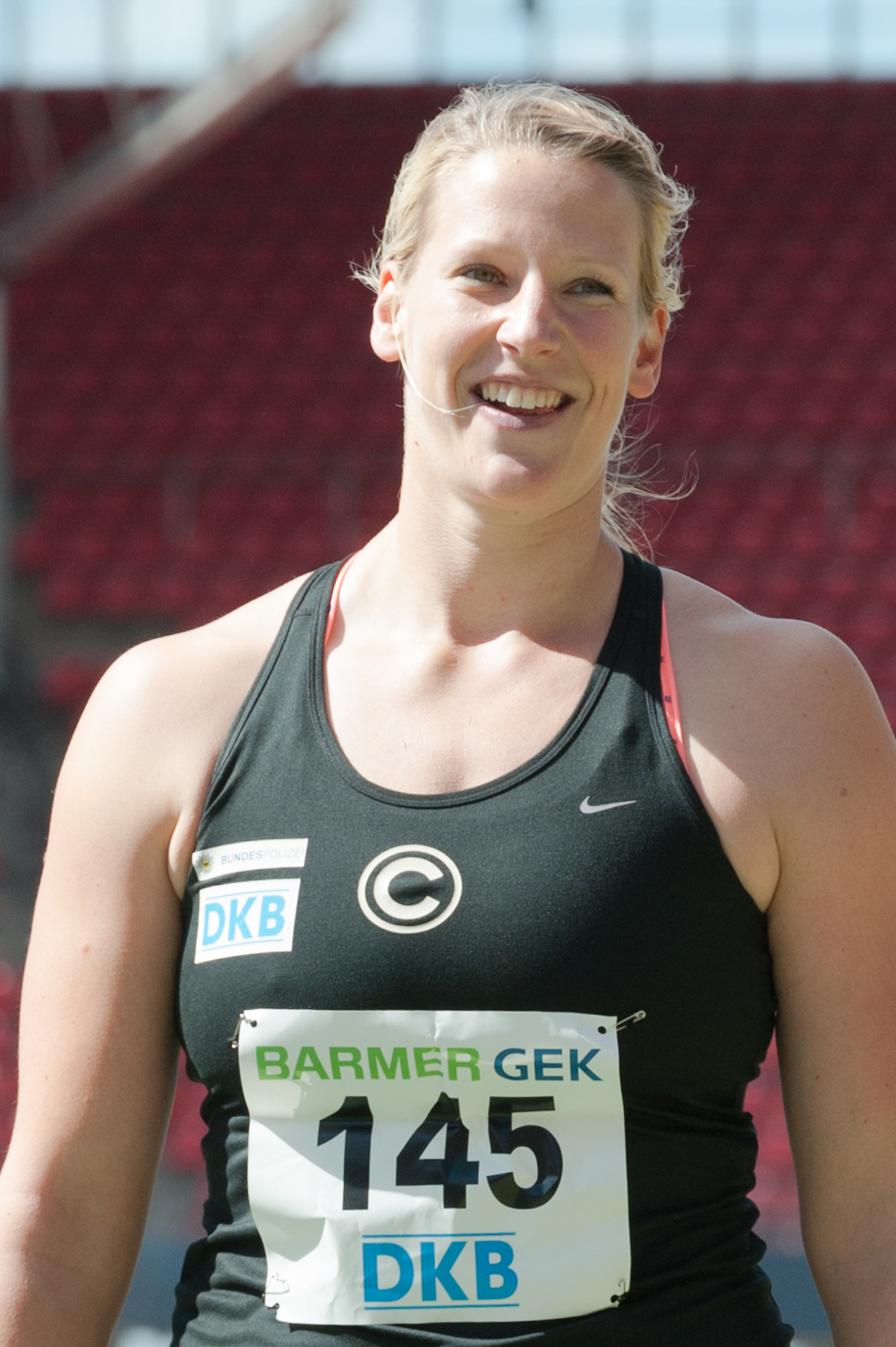
Die fünftplatzierte Julia Fischer, spätere Julia Harting
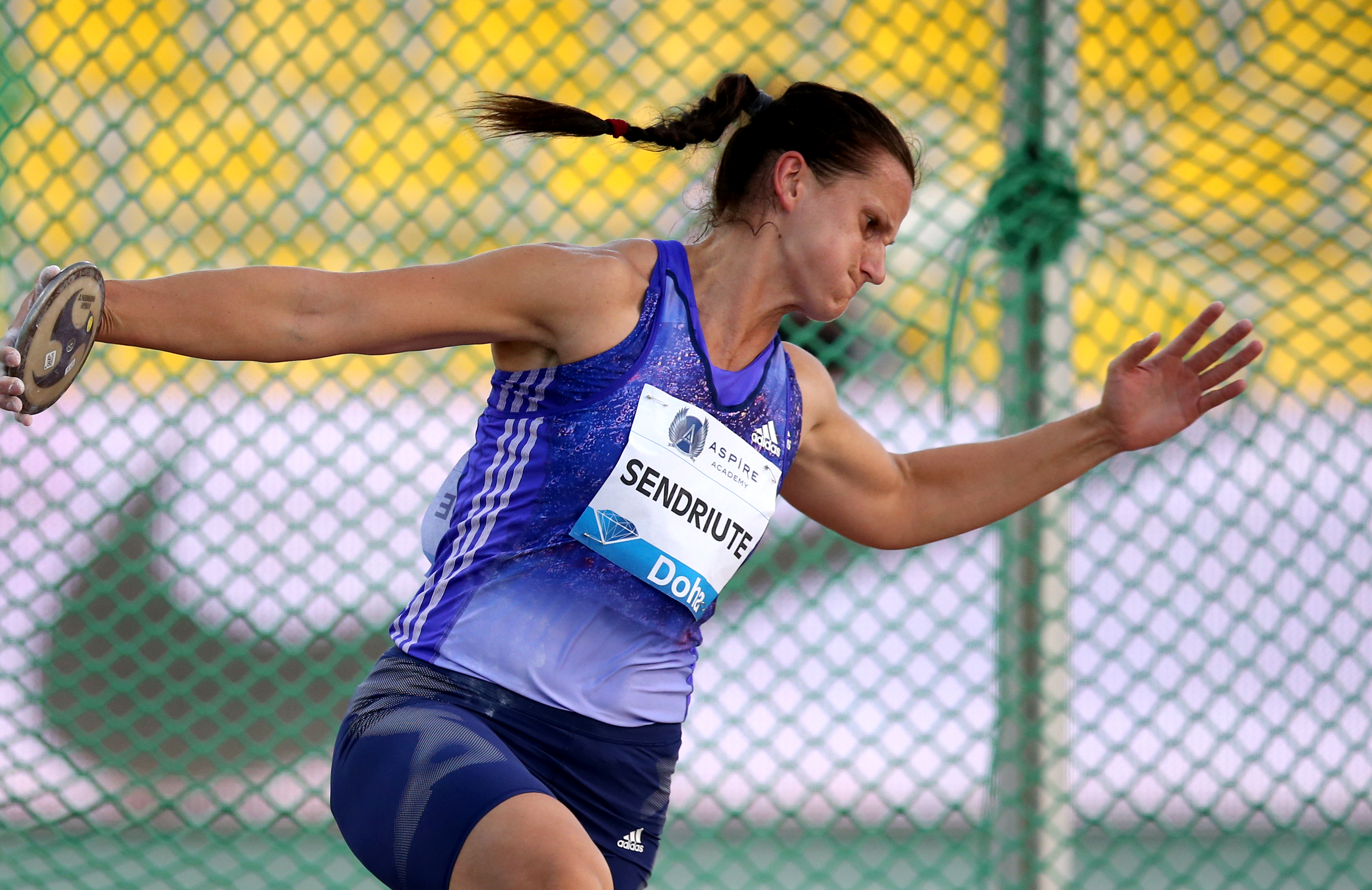
Zinaida Sendriūtė erreichte Platz sechs
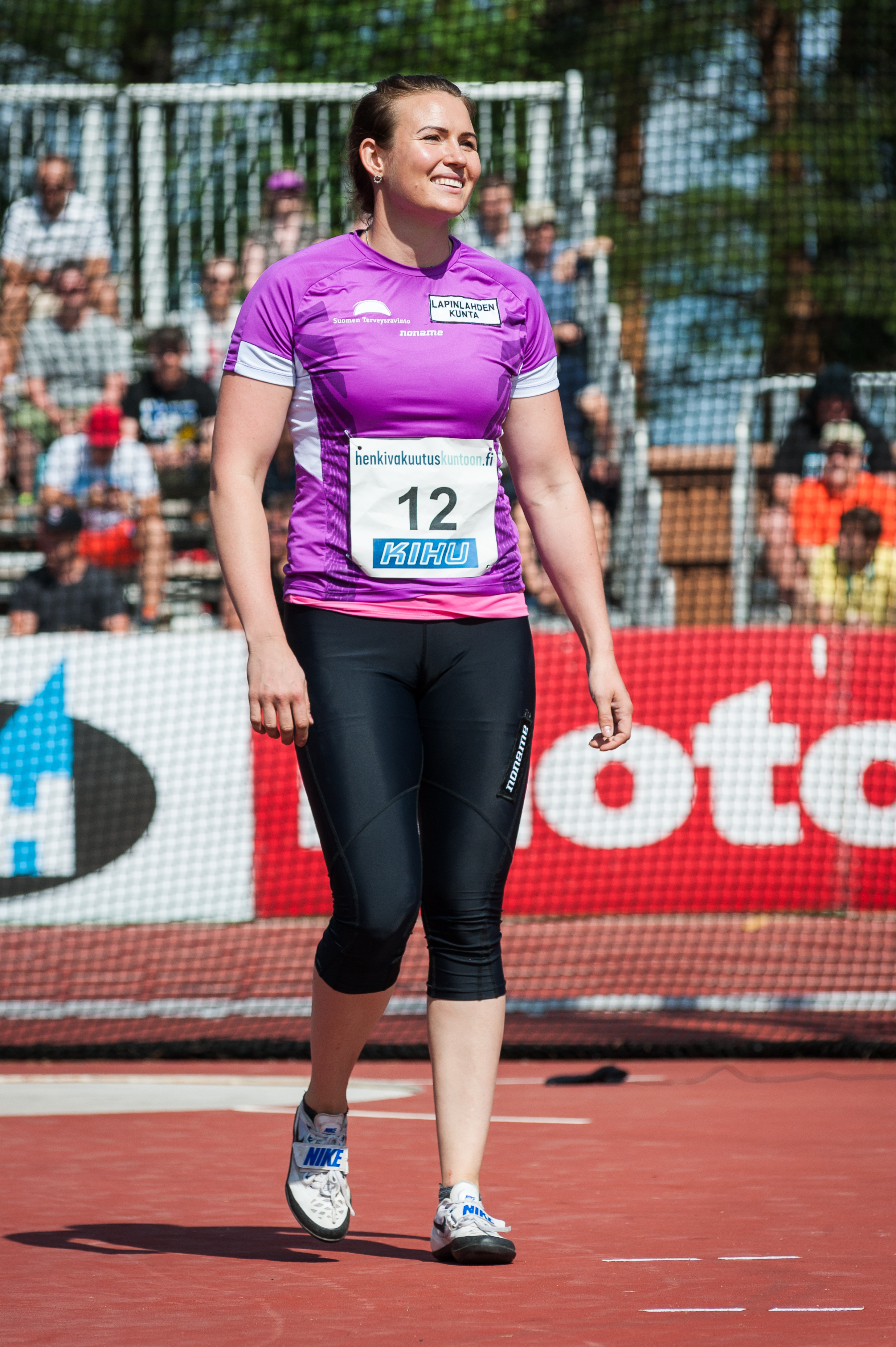
Sanna Kämäräinen kam auf den siebten Platz
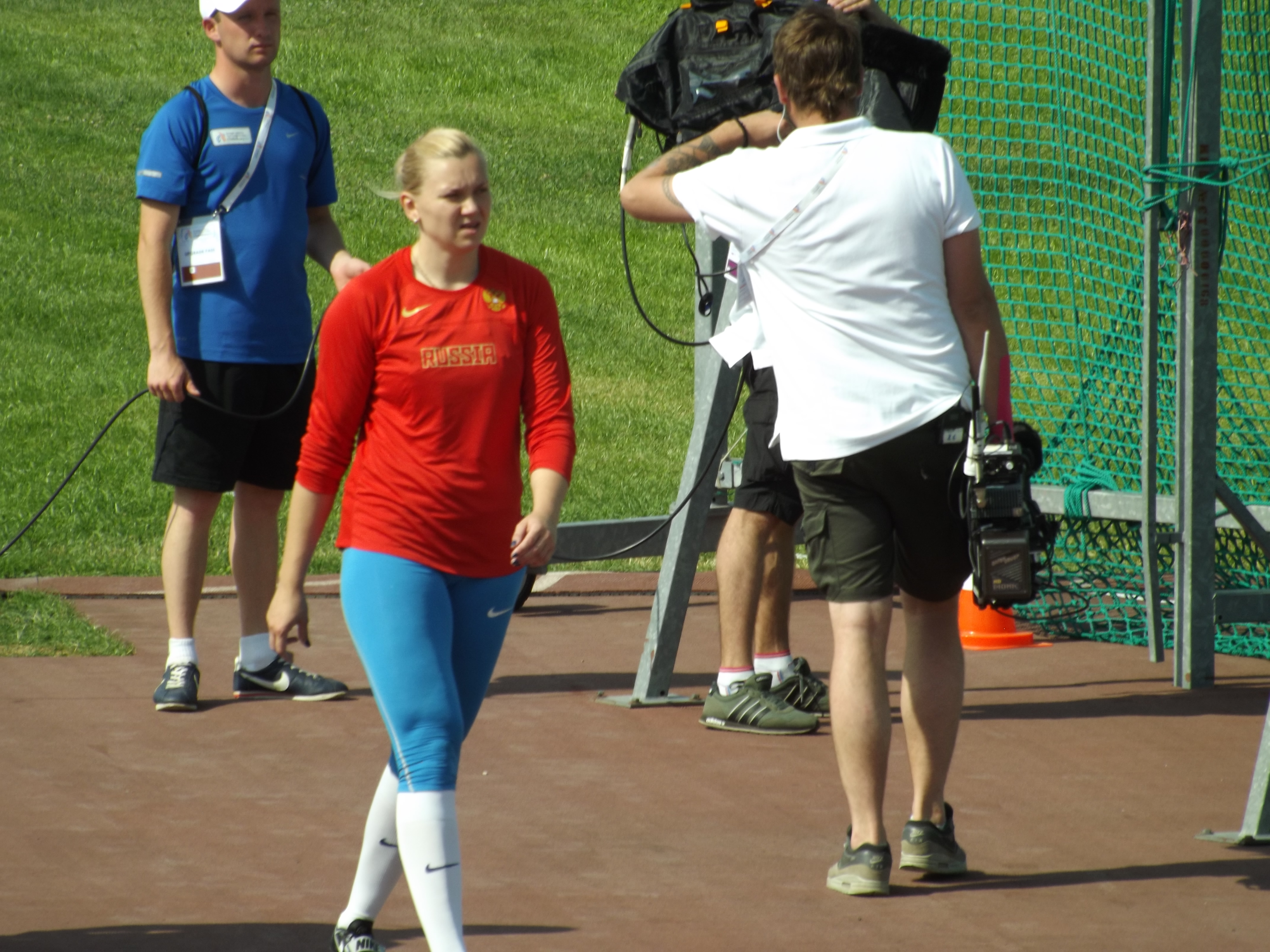
Jekaterina Strokowa belegte Rang neun

## Videolink
- European Championships women's discus final 2014, youtube.com, abgerufen am 16. März 2023

Einzelnachweise und Anmerkungen ==
1. ↑  Athletics - Progression of outdoor world records, Discus throw - Women, sport-record.de (englisch), abgerufen am 16. März 2023